# Pierre Joseph Arthur Cardin
Pour l’article homonyme, voir Cardin.
Pierre Joseph Arthur Cardin (28 juin 1879 – 20 octobre 1946) est un avocat et homme politique fédéral du Québec.

## Biographie
Né à Sorel dans la région de la Montérégie, il fait ses études à l'Université de Montréal et pratique le droit pendant de nombreuses années dans la ville de Sorel. 
D'abord élu député du Parti libéral du Canada à la Chambre des communes du Canadadans la circonscription de Richelieu lors de l'élection fédérale de 1911. Réélu lors de l'élection partielle de 1912 et comme Libéraux de Laurier en 1917, il fut également réélu en 1921, 1925, 1926, lors de l'élection partielle de 1926, en 1930 et dans Richelieu—Verchères en 1935, 1940 et en 1945.
Durant sa carrière parlementaire, il fut ministre de la Marine et des Pêcheries de 1924 à 1930, de la Marine en 1930, des Travaux publics et 1935 à 1942 et des Transports de 1940 à 1942. Il démissionne en 1942 pour protester contre l’établissement de la loi sur la Conscription. Devenu député indépendant en 1945, il mourut en fonction l'année suivante à l'âge de 67 ans.
Le mont Cardin en Colombie-Britannique fut nommé en son honneur.